# Boj (serie animada)
Boj es una serie animada infantil Americana-Británica-Irlandesa Creada por Pesky Productions y Kavaleer Productions, que se transmite por Sprout, CBeebies y RTÉjr. Pops es la voz de Jason Donovan.

## Sinopsis
Boj es un niño Macrotis de cinco años y espíritu libre, muy creativo, desordenado y muy divertido. Desde que apareció como el chico recién llegado a Parque de los Risueños, Boj ha hecho unos cuantos nuevos amigos. A todos les encanta su entusiasmo por la vida y su espíritu aventurero. Y Boj, por supuesto, adora su nuevo vecindario. Siempre hay algo por descubrir o un problema por resolver y para ello debe utilizar su muy particular y muy novedosa forma de ver y entender el mundo.

## Reparto
| Personaje               | Actor original Irlanda Reino Unido Estados Unidos                        | Actor de doblaje (Hispanoamérica) · México | Actor de doblaje (España) · España |
| ----------------------- | ------------------------------------------------------------------------ | ------------------------------------------ | ---------------------------------- |
| Boj                     | Ziggy Badans                                                             | Abdeel Silva                               | Chelo Vivares                      |
| Pepe                    | Jason Donovan                                                            | Beto Castillo                              | David Hernán                       |
| Mimi                    | Josie Taylor                                                             |                                            | Amparo Bravo                       |
| Denzil Woof             | Angelo Illsley (UK) Michael (EE.UU)                                      |                                            | Pilar Coronado                     |
| Rupa Nibblit            | Poppy Hodgson (UK) Havyn Ep 1-25 (EE.UU) McKenzie Ep 26-Presente (EE.UU) |                                            | Carmen López Pascual               |
| Gavin Bleat             | Jack Gardner (UK) Anthony (EE.UU)                                        |                                            | Yolanda Pérez Segoviano            |
| Mía Twitch              | Sophie Goldstein (UK) Emily (EE.UU)                                      |                                            | Ainhoa Martín                      |
| Señor Galope            | Dan Chambers                                                             |                                            | Roberto Encinas                    |
| Mr Bleat                | Dan Chambers                                                             |                                            | Álvaro Ramos Toajas                |
| Señora Ratón o (Juli)   | Dominica Warburton (UK) Mindy Fortune (Señora Ratón) (EE.UU)             |                                            | Ana San Millán                     |
| Señora Cabra o (Bunny)  | Dominica Warburton (UK) Mindy Fortune (Señora Ratón) (EE.UU)             |                                            | Yolanda Pérez Segoviano            |
| Miss Clipperty          | Dominica Warburton (UK) Mindy Fortune (Señora Ratón) (EE.UU)             |                                            | Raquel Cubillo                     |
| Doctor Canino o (Bruno) | Dave Benson Phillips                                                     |                                            | José Escobosa                      |
| El Alcalde              | Dave Benson Phillips                                                     |                                            | Paco Vaquero                       |
| Señora Canino o (Rubi)  | Caroline Shaw                                                            |                                            | Ainhoa Martín                      |
| Señor Eno o (Deepak)    | Omar Khan (UK) David Vincent (EE.UU)                                     |                                            | Alejandro Méndez                   |
| Señora Eno              | Sudha Bhuchar (UK) Zehra Fazal (EE.UU)                                   |                                            | Mar Bordallo                       |
| Hoj                     | Sam Dyson                                                                |                                            | Isacha Mengíbar                    |
| Bibi                    | Maria Darling                                                            |                                            | Ana Esther Alborg                  |

## Lista de episodios

### Temporada 1
| N° | Título original          | Título en Hispanoamérica                        | Título en España                    | Estreno original         | Estreno en Hispanoamérica |
| -- | ------------------------ | ----------------------------------------------- | ----------------------------------- | ------------------------ | ------------------------- |
| 1  | Boj The Collector        | Boj el Coleccionista                            | Boj el Coleccionista                | 11 de octubre de 2014    | 22 de junio de 2015       |
| 2  | Musical Mayhem           | Concierto Caótico                               | Música de andar por casa            | 18 de octubre de 2014    | 22 de junio de 2015       |
| 3  | Hoppy Birthday           | Cumpleaños Saltarín                             | Cumpleaños Saltarín                 | 25 de octubre de 2014    | 24 de junio de 2015       |
| 4  | Under the Giggly Moon    | Bajo la Luna Risueña                            | Bajo la Luna Risueña                | 1 de noviembre de 2014   | 25 de junio de 2015       |
| 5  | In the Hothouse          | En el Invernadero                               |                                     | 8 de noviembre de 2014   | 6 de julio de 2015        |
| 6  | Let's Get Rummaging      | Vamos Todos a Comprar                           |                                     | 15 de noviembre de 2014  | 7 de julio de 2015        |
| 7  | Giggly Holiday           |                                                 |                                     | 22 de noviembre de 2014  | 8 de julio de 2015        |
| 8  | Flat as a Pancake        | Tan Plano como un Hot Cake                      |                                     | 29 de noviembre de 2014  | 9 de julio de 2015        |
| 9  | Giggly Rink              | La Pista Risueña                                |                                     | 6 de diciembre de 2014   | 13 de julio de 2015       |
| 10 | Bouncing Boj             | Boj Saltarín                                    |                                     | 13 de diciembre de 2014  | 14 de julio de 2015       |
| 11 | High Flying Drying       | Secado de Altura                                |                                     | 20 de diciembre de 2014  | 15 de julio de 2015       |
| 12 | Non Stop Pops            | Papá Incansable                                 |                                     | 27 de diciembre de 2014  | 16 de julio de 2015       |
| 13 | The Sleep Under          | La Guarida de Pijamas                           |                                     | 3 de enero de 2015       | 20 de julio de 2015       |
| 14 | Song for Mimi            | Una Canción para Mami                           |                                     | 10 de enero de 2015      | 21 de julio de 2015       |
| 15 | Rainbow for Rupa         | Un Arcoíris para Rupa                           |                                     | 17 de enero de 2015      | 22 de julio de 2015       |
| 16 | Sneezy Snufferoos        | Estornudos Sagriposos                           |                                     | 24 de enero de 2015      | 23 de julio de 2015       |
| 17 | Starfishing              | Pesca de Estrellas                              | Pescando estrellas                  | 31 de enero de 2015      | 27 de julio de 2015       |
| 18 | The Best Nest            | El Mejor Nido                                   | El nido sombrero                    | 7 de febrero de 2015     | 28 de julio de 2015       |
| 19 | Robot Recycler           | Robot Reciclado                                 |                                     | 14 de febrero de 2015    | 29 de julio de 2015       |
| 20 | Carry on Carrot          | Carga la Zanahoria                              |                                     | 21 de febrero de 2015    | 30 de julio de 2015       |
| 21 | Mia's Pet                | La Mascota de Mía                               |                                     | 28 de febrero de 2015    | 3 de agosto de 2015       |
| 22 | Giggly Park Rescue Squad | Escuadrón de Rescate del Parque de los Risueños |                                     | 7 de marzo de 2015       | 4 de agosto de 2015       |
| 23 | The Amazing Cloppity     | El Sorprendente Señor Galope                    |                                     | 14 de marzo de 2015      | 5 de agosto de 2015       |
| 24 | The Big-Big Bike Ride    | El gran gran paseo en bicicleta                 |                                     | 21 de marzo de 2015      | 6 de agosto de 2015       |
| 25 | Denzil's Lost Teddy      | El Osito Perdido de Denzil                      |                                     | 28 de marzo de 2015      | 10 de agosto de 2015      |
| 26 | Boj and the Booms        | Boj y los Booms                                 |                                     | 4 de abril de 2015       | 11 de agosto de 2015      |
| 27 | Watch the Birdie         | Pajarito Pajarito                               |                                     | 11 de abril de 2015      | 12 de agosto de 2015      |
| 28 | Keeping Mr Cloppity      | Quédese Señor Galope                            |                                     | 18 de abril de 2015      | 13 de agosto de 2015      |
| 29 | Puppet Show              | El Show de las Marionetas                       |                                     | 25 de abril de 2015      | 17 de agosto de 2015      |
| 30 | The Peace Prize          | La Competencia del Mejor Parque                 |                                     | 2 de mayo de 2015        | 18 de agosto de 2015      |
| 31 | The Duckling             | El Patito Quak Quak                             |                                     | 9 de mayo de 2015        | 19 de agosto de 2015      |
| 32 | Picnic in the Park       | Pícnic en el Parque                             | Pícnic en el Parque                 | 16 de mayo de 2015       | 20 de agosto de 2015      |
| 33 | Fun and Games            |                                                 | Juegos y diversión                  | 23 de mayo de 2015       | 24 de agosto de 2015      |
| 34 | Still as Statues         |                                                 | Quietos como estatuas               | 30 de mayo de 2015       | 25 de agosto de 2015      |
| 35 | Sports G'day             |                                                 | Jornada depormemorable              | 6 de junio de 2015       | 26 de agosto de 2015      |
| 36 | Gavin's Got Talent       |                                                 | Gavín tiene talento                 | 13 de junio de 2015      | 27 de agosto de 2015      |
| 37 | The Giggly Park Express  |                                                 | El expreso de Parque Risueño        | 20 de junio de 2015      | 20 de enero de 2016       |
| 38 | Picky Eater              |                                                 | No me gusta mezclar                 | 27 de junio de 2015      | 21 de enero de 2016       |
| 39 | The Giggly Dig           |                                                 | El tesoro de Parque Risueño         | 4 de julio de 2015       | 22 de enero de 2016       |
| 40 | Pops's Outback Trek      |                                                 | La caminata por el desierto de Papá | 11 de julio de 2015      | 25 de enero de 2016       |
| 41 | Doctor Denzil            |                                                 |                                     | 18 de julio de 2015      | 26 de enero de 2016       |
| 42 | Happy Harvesters         |                                                 | Recolectores felices                | 25 de julio de 2015      | 27 de enero de 2016       |
| 43 | Buzzy Boj                |                                                 | Boj el zumbador                     | 1 de agosto de 2015      | 28 de enero de 2016       |
| 44 | Bedtime for Rupa         |                                                 | Rupa debe dormir                    | 8 de agosto de 2015      | 29 de enero de 2016       |
| 45 | Blast Off Buddies        |                                                 | Amigos los lanzacohetes             | 15 de agosto de 2015     | 1 de febrero de 2016      |
| 46 | Boj-a-balloon            |                                                 | Volvemos con Boj                    | 22 de agosto de 2015     | 2 de febrero de 2016      |
| 47 | Out of the Box           |                                                 | Una caja de sorpresas               | 29 de agosto de 2015     | 3 de febrero de 2016      |
| 48 | Double Cloppity          |                                                 | Doble cataplof                      | 5 de septiembre de 2015  | 4 de febrero de 2016      |
| 49 | Sploshy Fun              |                                                 | Un divertido chapuzón               | 12 de septiembre de 2015 | 5 de febrero de 2016      |
| 50 | Keep on Going            |                                                 | Sigue Adelante                      | 19 de septiembre de 2015 | 8 de febrero de 2016      |
| 51 | Adventure Camp           |                                                 | Campamento Aventura                 | 26 de septiembre de 2015 | 31 de agosto de 2015      |

## Emisión Internacional
| País                                  | Título | Canal                            | Fecha                                        |
| ------------------------------------- | ------ | -------------------------------- | -------------------------------------------- |
| Estados Unidos, Reino Unido y Irlanda | Boj    | Sprout, CBeebies y RTÉjr         | 11 de octubre de 2014                        |
| Gales                                 | Boj    | S4C                              | 4 de noviembre de 2014                       |
| Canadá                                | Boj    | Yoopa Knowledge Network BBC Kids | 21 de noviembre de 2014 31 de agosto de 2015 |
| Francia                               | Boj    | France 5                         | 14 de febrero de 2015                        |
| Finlandia                             | Pusse  | YLE TV2                          | 15 de febrero de 2015                        |
| Nueva Zelanda                         | Boj    | Kidzone24                        | 1 de abril de 2015                           |
| Latinoamérica                         | Boj    | CBeebies                         | 22 de junio de 2015                          |
| España                                | Boj    | TVE                              | 1 de abril de 2015                           |
| EAU                                   |        | MBC                              | 7 de enero de 2015                           |
| Australia                             | Boj    | ABC Kids, CBeebies               | 27 de mayo de 2014                           |

## Curiosidades
- Los nombres junto con los (Paréntesis) son apodos.
- El episodio 51 es el especial de 22 minutos de Boj.

## Premios y nominaciones
| Año  | Premio                 | Categoría  | Nominado            | Resultado  |
| ---- | ---------------------- | ---------- | ------------------- | ---------- |
| 2015 | Kidscreen iKids Awards | Best eBook | Boj: Musical Mayhem | Ganador    |
| 2015 | Kidscreen iKids Awards | Best eBook | Boj: Hoppy Birthday | Nominación |